# Casa Ramon Mas
La casa Ramon Mas és un edifici situat als carrers dels Carders i de Montanyans de Barcelona, catalogat com a bé amb elements d'interès (categoria C).

## Història
El 1774, Troià Vallescà i Scarponi va establir en emfiteusi al cirurgià Pau Andreu unes cases als carrers dels Carders i de la Volta d'en Montanyans. El 1778, la seva vídua Teresa Bonells i els tutors dels seus fills van subestablir part de la propietat a Ramon Mas, i una altra part el febrer del 1794. Tot seguit, aquest va presentar una sol·licitud per a edificar-hi un edifici de planta baixa i quatre pisos, segons el projecte del mestre de cases Josep Ferrer, i el maig del mateix any, va demanar permís per a perllongar l'edifici a la banda del carrer de Montanyans. Mas tenia un magatzem d'oli i un fàbrica de sabó al núm. 7 del carrer, que es comunicava amb l'edifici principal pel darrere dels núms. 3-5, creant així una servitud que afectava la finca del carrer de Jaume Giralt, 4.
El 1842 hi havia la fàbrica de sabó de Jaume Mas, però el 1857 el titular n'era Joan Artigas, que també hi tenia un magatzem d'oli. El 1863, Artigas figurava com a majorista d'oli i sabó, però no com a fabricant. Posteriorment hi hagué la fàbrica de gorres de Marià Homs i Ferrer.
Tot i estar afectat pel PERI del Sector Oriental del Centre Històric (barris de Sant Pere, Santa Caterina i la Ribera) del 1985, finalment fou indultat. Actualment, només se'n conserven les façanes amb els esgrafiats rehabilitats, en haver estat integrat en una nova construcció promoguda el 2006 pel Patronat Municipal de l'Habitatge (Carders, 39-41 i Montanyans, 1-5). Durant les excavacions arqueològiques prèvies s'hi van trobar les restes d'un forn de ceràmica d'època medieval.

## Descripció
Es tracta d'una construcció de planta baixa i quatre pisos de finals del segle xviii, amb accés a l'escala de veïns des del carrer de Montanyans. La façana al carrer dels Carders té dues obertures per planta: portals d'arc rebaixat a la planta baixa i balconeres amb llinda plana i amb llosana de pedra de vol i dimensió amb degradació en alçada. Als pisos es conserven uns esgrafiats a base de florons combinats amb plafons geomètrics i faixes. En la descripció de Comas situa en els plafons del centre, en el primer pis, una «figura no mal trazada de un pastor, que bien pudiera ser la imagen de un santo», i en els altres pisos «unos jarrones decorativos de buena forma».